# Robert Bathurst
Robert Bathurst est un acteur britannique, né le 22 février 1957 à Accra en Côte-de-l'Or, dans l'actuel Ghana.

## Filmographie

### Cinéma
- 1988 : Whoops Apocalypse : Damien
- 1988 : Just Ask for Diamond : Vicar
- 1990 : The Best of 'The Lenny Henry Show'
- 1991 : Twenty-One : M. Metcalfe
- 1993 : Euphoric Scale
- 1996 : Du Vent dans les saules : Saint Jean Weasel
- 1999 : The Nearly Complete and Utter History of Everything : l'ambassadeur anglais et Francis Drake
- 2005 : Heidi : M. Sessemann
- 2006 : Le Voleur de Venise : Dr Massimo
- 2006 : Scoop : le compagnon de travail de Strombel
- 2007 : Blanche-Neige, la suite : voix additionnelles
- 2007 : Life:XP : Dr Eckhart
- 2009 : A Family Portrait : Robert
- 2011 : The Maestro : Beethoven
- 2014 : Mrs. Brown's Boys D'Movie : Maydo Archer
- 2014 : Narcopolis : Nolan
- 2015 : Absolutely Anything de Terry Jones : James Cleverill

### Télévision
- 1982 : La Vipère noire : Prince Henry (1 épisode)
- 1986 : Who Dares Wins (1 épisode)
- 1988 : Red Dwarf : Todhunter (1 épisode)
- 1991-1995 : Joking Apart : Mark Taylor (13 épisodes)
- 1997-2003 : Cold Feet : Amours et petits bonheurs : David Marsden (33 épisodes)
- 2003-2004 : My Dad's the Prime Minister : Premier ministre (13 épisodes)
- 2004 : New Tricks : Martin Lombard (1 épisode)
- 2005 : Hercule Poirot : Gilbert Entwhistle (1 épisode)
- 2006-2009 : Ma tribu : James Garrett (3 épisodes)
- 2010 : Les Piliers de la terre : Percy Hamleigh (8 épisodes)
- 2010-2012 : Downton Abbey : Anthony Strallan (7 épisodes)
- 2012 : Vie sauvage : Ed Lynch (9 épisodes)
- 2012-2013 : Toast of London : Ed Howzer-Black (6 épisodes)
- 2013 : Dracula : Lord Thomas Davenport (8 épisodes)
- 2013-2014 : Blandings : Gregory Parsloe-Parsloe (4 épisodes)
- 2014 : Inspecteur Barnaby : Perry Darnley (1 épisode)